# 叉脉假毛蕨
叉脉假毛蕨（学名：Pseudocyclosorus furcatovenulosus），为金星蕨科假毛蕨属下的一个种。

## 扩展阅读
維基物種上的相關：叉脉假毛蕨